# ديفيد ليندن (أستاذ جامعي)
ديفيد ليندن (بالإنجليزية: David Linden)‏ هو عالم أعصاب أمريكي، ولد في 3 نوفمبر 1961 في كاليفورنيا في الولايات المتحدة.

## وصلات خارجية
- ديفيد ليندن على موقع IMDb (الإنجليزية)